# 國分守
國分 守（こくぶん まもる、1943年 - ）は、江戸川建築設計協同組合専務理事と管理建築士を務める日本の建築家。実業家。東京都建築士事務所協会江戸川支部顧問。
福島県生まれ。1967年、日本大学理工学部建築学科卒業。1994～99年、社団法人東京都建築士事務所協会江戸川支部 支部長。2008年から江戸川建築設計協同組合専務理事。